# Chapelle de Saint-Herbot
La chapelle de Saint-Herbot, située dans la commune de Ploulec'h dans le Côtes-d'Armor (Bretagne), a été construite en granite et schiste lors de la 1re moitié du XVIe siècle. 
Elle est située en front de parcelle et comprend un placître délimité par un mur de clôture ouvert de deux échaliers disposés de part et d'autre du massif occidental. L'espace intérieur est couvert d'une charpente lambrissée en berceau.

## Historique
La chapelle Saint-Herbot disposait d'un cimetière au début du XIXe siècle (d'après les états de section du cadastre de 1826). L'analyse de l'édifice et la présence d'une inscription en caractères gothiques (non déchiffrée) suggèrent une construction au cours de la 1re moitié du XVIe siècle, puis une reconstruction du massif occidental en 1569 (date portée sur le clocher).

## Description
L'édifice présente à l'extérieur un massif occidental de style Renaissance particulièrement soigné. Construit en moyen et grand appareil de granite, il est ouvert d'un portail architecturé et surmonté d'un clocher carré cantonné d'une tour dans-œuvre abritant un escalier en vis en maçonnerie. Cet escalier dessert à mi-hauteur une pièce aménagée dans l'angle antérieur droit, éclairée au sud par une lucarne architecturée de style Renaissance. Il dessert également l'accès au clocher au moyen d'une passerelle aménagée au niveau du garde-corps. Les élévations nord et sud sont ouvertes d'une baie en plein cintre. Une pierre en schiste portant une inscription gravée en lettres gothiques (lecture difficile) est disposée aux deux-tiers de la hauteur du mur sud, à proximité de l'angle sud-est. Le chevet plat est aveugle et le pignon orné de crossettes figurées.

## Détails de construction
| Murs                 | granite schiste moellon sans chaîne en pierre de taille moellon moyen appareil grand appareil |
| Toit                 | ardoise, pierre en couverture                                                                 |
| Étage                | 1 niveau                                                                                      |
| Couvrements          | lambris de couvrement                                                                         |
| Escaliers            | toit à longs pans pignon découvert                                                            |
| Typologies           | chapelle de plan rectangulaire, à vaisseau unique style renaissance                           |
| État de conservation | Bon état                                                                                      |
| Techniques           | Sculpture                                                                                     |
| -------------------- | --------------------------------------------------------------------------------------------- |